# Scopula obscuraria
Scopula obscuraria là một loài bướm đêm trong họ Geometridae.